# Jean Namotte
Pour les articles homonymes, voir Namotte.
Jean Namotte, né le 1er décembre 1934 à Rocourt (Liège) et mort le 6 avril 2019 à Herstal, est un homme politique belge wallon, membre du PS.

## Biographie
Jean Namotte est instituteur diplômé (Institut Jonfosse, Liège, 1956) ; instituteur pendant 17 ans, puis inspecteur de l'enseignement communal liégeois (1973-1988) ; vice-président de la Fédération liégeoise du PS (1991-1997) ; président de l'Intercommunale d'incendie de Liège et environs ; secrétaire de l'Intercommunale des eaux (CILE) ; il cède l'écharpe maiorale en mai 2006 à Frédéric Daerden.
Jean Namotte fut également membre de l'équipe du  Inter Herstal H.C.
Une école fondamentale porte son nom(anciennement Champs D'épreuves)

### Carrière politique
- Conseiller communal de Herstal (1983-2006)
  - Président du CPAS (1983-1988).
  - Bourgmestre (1989 à 2006).
- Député belge du 24 novembre 1991 au 12 avril 1995.
  - Membre du Parlement wallon (1992-1995)
- Député wallon (1995-2004).

### Carrière sportive
Jean Namotte fit du handball dans le club du  Inter Herstal H.C., où il fut capitaine du club avec qui il remporta la Coupe de Belgique, le Championnat de Belgique et donc participa à la Coupe des clubs champions.

#### Palmarès
- Coupe de Belgique: 1966/1967
- Championnat de Belgique: 1970/1971.